# 1908년 하계 올림픽 사격 남자 트랩
1908년 하계 올림픽 사격 남자 트랩 종목은 1908년 하계 올림픽 사격의 15개 세부종목 중 하나로, 1908년 7월 8일부터 7월 11일까지 비즐리 소총사격장에서 열렸다. 한 국가당 최대 12명까지 출전할 수 있었으며, 8개국 61명의 선수가 출전하였다.
극심한 비바람과 낮은 시야 등 좋지 않은 기후조건 속에서 치러진 경기였다. 캐나다 출신 선수 월터 어윙과 조지 베티가 금메달과 은메달을 각각 차지하였다. 동메달은 영국의 알렉산더 몬더와 아나스타시오스 메타사스가 동점을 얻어 공동으로 수상하였다.  우승자 월터 어윙에게는 웨스트베리 경의 우승컵을 부상으로 받았다.

## 배경
오늘날 남자 ISSF 올림픽 트랩 종목이라 불리는 종목의 역대 올림픽 두번째 대회였다. 1896년부터 1924년까지, 이후 1952년부터 현재까지 모든 대회에서 열렸으며 1968년부터 1996년까지 여자 종목도 함께 열렸다.
벨기에, 캐나다, 핀란드, 그리스, 네덜란드, 스웨덴이 트랩 종목에 처음으로 출전하였으며 프랑스, 영국은 1900년 하계 올림픽에 이어 이번이 두번째 출전이었다.

## 경기 방식
총 3라운드로 진행되었으며 각 선수는 1차전에서 30개, 2차전에서 20개, 3차전에서 30개의 표적 (클레이 버드)를  맞추었다. 1라운드, 2라운드, 3라운드의 표적 20개는 각 선수가 어느 위치에서 나올지 미리 통보되지만 각도는 모르는 '팀 시스템' (Team System)으로 진행되었으며, 3라운드의 마지막 표적 10개는 위치도 각도도 모르는 '싱글 파이어' (Single Fire) 시스템이 적용되었다.
각 라운드가 끝나면 하위권을 기록한 선수를 탈락하였다. 1라운드 이후 절반을, 2라운드 이후 다시 절반을 탈락시켰으나, 실제로 최종 결선 진출자수는 28명에 달해 참가자의 4분의 1보다 훨씬 많았다. 이들 가운데 7명은 경기를 도중 포기하였다. 한 선수당 기록할 수 있는 만점은 80점이었다.

## 경기 일정
| 날짜                 | 경기               |
| -------------------- | ------------------ |
| 1908년 7월 8일 (수)  | 1차전              |
| 1908년 7월 9일 (목)  | 1차전 (계속) 2차전 |
| 1908년 7월 11일 (토) | 결승전             |

## 경기 결과
대회 공식 보고서에서는 트랩 종목 전 참가자의 명단을 기재하고 있으나, 점수 기록은 결선 기록만 남아 있다.
첫날 캐나다가 스코어에 이의를 재기하면서 재경기가 치러지기도 했다. 영국의 존 포스탠스는 기권을 택했는데 따로 명시된 기록은 없으나 이 때의 판정 때문인 것으로 추정된다. 당시 존 포스탠스는 찰스 파머, 밥 허튼과 23발로 공동 선두를 달리고 있었으나, 재경기 결과 캐나다의 월터 유잉이 27발을 기록하며 금메달을 획득하였다.이로써 월터 유잉은 80발 종목 올림픽 신기록을 경신하게 되었다.
| 순위 | 선수                                   | 국가     | 점수  | 점수  | 점수  | 점수 |
| 순위 | 선수                                   | 국가     | 1차전 | 2차전 | 3차전 | 총점 |
| ---- | -------------------------------------- | -------- | ----- | ----- | ----- | ---- |
| 1    | 월터 어윙                              | 캐나다   | 27    | 18    | 27    | 72   |
| 2    | 조지 베티                              | 캐나다   | 21    | 17    | 22    | 60   |
| 3    | 알렉산더 먼더                          | 영국     | 21    | 14    | 22    | 57   |
| 3    | 아나스타시오스 메타사스                | 그리스   | 21    | 14    | 22    | 57   |
| 5    | 찰스 파머                              | 영국     | 23    | 12    | 20    | 55   |
| 5    | 아서 웨스토버                          | 캐나다   | 21    | 12    | 22    | 55   |
| 7    | 마일리 플레처                          | 캐나다   | 22    | 9     | 22    | 53   |
| 7    | 밥 허튼                                | 영국     | 23    | 10    | 20    | 53   |
| 7    | 존 빌손                                | 네덜란드 | 20    | 13    | 20    | 53   |
| 10   | 프레더릭 무어                          | 영국     | 21    | 11    | 20    | 52   |
| 11   | 조지 휘태커                            | 영국     | 18    | 9     | 24    | 51   |
| 12   | 데이비드 맥매콘                        | 캐나다   | 19    | 14    | 17    | 50   |
| 12   | 존 파이크                              | 영국     | 22    | 12    | 16    | 50   |
| 14   | 코르넬리스 피륄리                      | 네덜란드 | 18    | 13    | 17    | 48   |
| 15   | 에뒤아르뒤스 판 포르스트 토트 포르스트 | 네덜란드 | 19    | 13    | 15    | 47   |
| 15   | 프란시스퀴스 판 포르스트 토트 포르스트 | 네덜란드 | 18    | 14    | 15    | 47   |
| 17   | 헨리 크리지                            | 영국     | 22    | 9     | 15    | 46   |
| 17   | 퍼시 이스트                            | 영국     | 18    | 11    | 17    | 46   |
| 19   | 제럴드 멀린                            | 영국     | 18    | 10    | 17    | 45   |
| 20   | 윌리엄 모리스                          | 영국     | 10    | 12    | 22    | 44   |
| 20   | 조지 비비언                            | 캐나다   | 16    | 10    | 18    | 44   |
| 22   | 레인더르트 더 파바우허                 | 네덜란드 | 18    | 11    | —     | 29   |
| 23   | 에밀 베조                              | 프랑스   | 18    | 10    | —     | 28   |
| 24   | 존 버트                                | 영국     | 15    | 11    | —     | 26   |
| 25   | 알프레드 스반                          | 스웨덴   | 13    | 9     | —     | 22   |
| 26   | 야코프 란                              | 네덜란드 | 13    | 8     | —     | 21   |
| 27   | 프랭크 파커                            | 캐나다   | 14    | 5     | —     | 19   |
| 27   | 에드바르드 베네딕스                    | 스웨덴   | 13    | 6     | —     | 19   |
| AC   | 존 포스턴스                            | 영국     | 23    | 기권  | DNA   | 23   |
| AC   | M. 뷔케                                | 프랑스   | 불명  | 불명  | DNA   | —    |
| AC   | C. A. A. 뒤독 더 빗                    | 네덜란드 | 불명  | 불명  | DNA   | —    |
| AC   | E. 페싱허르                            | 벨기에   | 불명  | 불명  | DNA   | —    |
| AC   | 퐁트네 백작                            | 프랑스   | 불명  | 불명  | DNA   | —    |
| AC   | A. 플뢰리                              | 프랑스   | 불명  | 불명  | DNA   | —    |
| AC   | L. 헤르나르트                          | 벨기에   | 불명  | 불명  | DNA   | —    |
| AC   | E. 헤르만                              | 벨기에   | 불명  | 불명  | DNA   | —    |
| AC   | R. W. 후베르                           | 핀란드   | 불명  | 불명  | DNA   | —    |
| AC   | 샤를 드 조베르                         | 프랑스   | 불명  | 불명  | DNA   | —    |
| AC   | 아르비드 크뇌펠                        | 스웨덴   | 불명  | 불명  | DNA   | —    |
| AC   | G. A. 크뇌펠                           | 스웨덴   | 불명  | 불명  | DNA   | —    |
| AC   | P. 르페뷔르                            | 프랑스   | 불명  | 불명  | DNA   | —    |
| AC   | P. 르베                                | 프랑스   | 불명  | 불명  | DNA   | —    |
| AC   | A. G. E. 융베리                        | 스웨덴   | 불명  | 불명  | DNA   | —    |
| AC   | A. F. 론덴                             | 핀란드   | 불명  | 불명  | DNA   | —    |
| AC   | P. L. 뤼카선                           | 네덜란드 | 불명  | 불명  | DNA   | —    |
| AC   | L. 더 륀던                             | 벨기에   | 불명  | 불명  | DNA   | —    |
| AC   | 프랑기스코스 마브롬마티스              | 그리스   | 불명  | 불명  | DNA   | —    |
| AC   | C. N. J. 몰처르                        | 네덜란드 | 불명  | 불명  | DNA   | —    |
| AC   | 게오르기오스 오르파니디스              | 그리스   | 불명  | 불명  | DNA   | —    |
| AC   | 뤼돌프 판 팔란트                       | 네덜란드 | 불명  | 불명  | DNA   | —    |
| AC   | H. L. R. 케르생                        | 벨기에   | 불명  | 불명  | DNA   | —    |
| AC   | A. 더 루스트 달케마더 공작             | 벨기에   | 불명  | 불명  | DNA   | —    |
| AC   | 에른스트 로셀                          | 스웨덴   | 불명  | 불명  | DNA   | —    |
| AC   | S. 드 루비유 백작                      | 프랑스   | 불명  | 불명  | DNA   | —    |
| AC   | E. 수파르                              | 벨기에   | 불명  | 불명  | DNA   | —    |
| AC   | 레지날 스토름                          | 벨기에   | 불명  | 불명  | DNA   | —    |
| AC   | 오스카르 스완                          | 스웨덴   | 불명  | 불명  | DNA   | —    |
| AC   | K. 타제르                              | 핀란드   | 불명  | 불명  | DNA   | —    |
| AC   | L. 판틸트                              | 벨기에   | 불명  | 불명  | DNA   | —    |
| AC   | G. J. 판데르플레이트                   | 네덜란드 | 불명  | 불명  | DNA   | —    |
| AC   | P. W. 발러르                           | 네덜란드 | 불명  | 불명  | DNA   | —    |